# Josep Campaner Puigserver
Josep Campaner Puigserver (Palma, 1948) és un activista social mallorquí. Des dels devuit anys fa fer feina en el sector de l'hoteleria. El 1996 va crear, juntament amb la seva família, l'ONG Noma Balears, a la qual dedicà tot el temps lliure possible, arran d'un acolliment a casa seva d'una nena de tres anys afectada per la malaltia del noma (malaltia mutilant de les parts blanes, que sol iniciar-se durant un episodi infecciós, amb un punt de partida al costat alveolar d'una dent).
Després d'esbrinar l'origen nigerí de la nena, un dels països més pobres del món, decidí acompanyar-la al seu poblat i, per primer cop, entrà en contacte amb la població de Níger. L'objectiu d'aquesta ONG, en principi, era poder traslladar nins afectats de noma per intervenir-los quirúrgicament a Palma. L'ONG va llogar una casa a Diffa, la ciutat nigerina més pobra del país, on es varen acollir en principi uns sis nens, i així va decidir traslladar-se allà per treballar-hi.
Després d'uns anys el nombre de nins acollits s'incrementà en més de quaranta, tots afectats per la malaltia. El 1998 es va crear la Fundació Campaner, i deixà de treballar amb el nom ONG Noma Balears. Gràcies a la col·laboració de moltes persones de Mallorca s'ha pogut adquirir una casa a la població esmentada, que en aquests moments opera com a casa d'acollida de tots els nins. Des que l'any 2000 va sofrir un infart de miocardi, del qual es recuperà posteriorment, va decidir que era el moment de dedicar-se amb exclusivitat a l'atenció dels nens. Així, es va traslladar a viure a Diffa per atendre de més a prop tota aquella zona. El 2002 va rebre el Premi Ramon Llull.